# Eyþór Ingi Gunnlaugsson
Pour les articles homonymes, voir Gunnlaugsson.
Eyþór Ingi Gunnlaugsson, né le 29 mai 1989 en Islande, est un chanteur islandais.

## Biographie

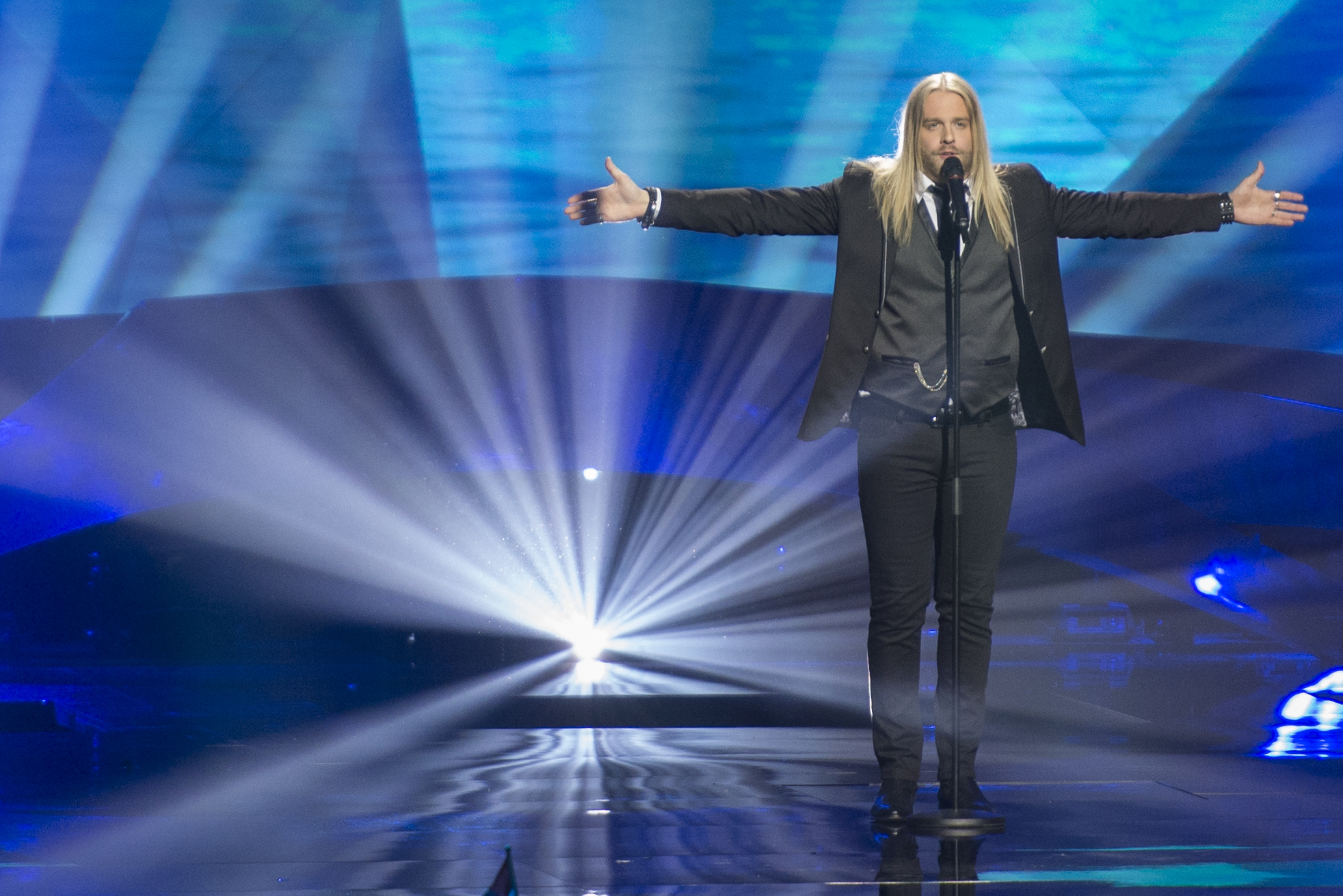
Eyþór Ingi Gunnlaugsson pendant sa performance au Concours Eurovision de la chanson 2013

Le 2 février 2013, il est choisi à l'issue d'une finale nationale pour représenter l'Islande au Concours Eurovision de la chanson 2013 à Malmö, en Suède avec la chanson Ég á líf (J'ai une vie).